# Dolichogyna abrupta
Dolichogyna abrupta är en tvåvingeart som beskrevs av James Stewart Hine 1914. Dolichogyna abrupta ingår i släktet Dolichogyna och familjen blomflugor. Inga underarter finns listade i Catalogue of Life.